# Gilbert Perreault
Gilbert Perreault (* 13. listopadu 1950) je bývalý kanadský hokejista, který hrával v National Hockey League za tým Buffalo Sabres. U příležitosti 100. výročí NHL byl v lednu 2017 vybrán jako jeden ze sta nejlepších hráčů historie ligy.

## Hráčská kariéra

### Klubová kariéra
Hokejově dal o sobě vědět jako junior v týmu Montreal Junior Canadiens, za který hrával v OHA. Ve druhé a třetí sezóně svého působení pomohl týmu ke dvěma vítězstvím v Memorial Cupu a v roce 1970 byl jmenován nejužitečnějším hráčem OHA. V tomto roce do NHL vstupovaly týmy Buffalo Sabres a Vancouver Canucks. Buffalo Sabres získali při losování právo první volby v draftu a zvolili si právě Gilberta Perreaulta. Ten se očekávaně stal ihned hvězdou ligy. Vstřelil gól v prvním utkání v historii Sabres (vítězství nad Pittsburgh Penguins 2:1), sezónu zakončil ziskem 72 bodů a byl jmenován nejlepším nováčkem. Před sezónou 1971/1972 získalo Buffalo jako svou první volbu v draftu bývalého Perreaultova spoluhráče z juniorského týmu Ricka Martina a v průběhu sezóny Reneho Roberta výměnou za Eddieho Shacka. Tito tři hráči – Perreault v centru, Rene Robert na pravém křídle a Rick Martin na levém – vytvořili jeden z nejslavnějších útoků sedmdesátých let, zvaný "The French Connection" podle frankokanadského původu všech tří členů. Ovládli kanadské bodování klubu a v sezóně 1974/1975 se všichni dostali do první desítky v bodování NHL. V tomto roce také společně dovedli tým až do finále Stanley Cupu, kde však podlehli Philadelphii dva ku čtyřem na zápasy. Později už Gilbert Perreault nebyl nikdy Stanley Cupu tak blízko. Slavný útok se rozpadl v roce 1979, kdy byl Robert vyměněn do Colorado Rockies. I v dalších sezónách však Perreault pokračoval v produktivní hře, v roce 1980 například zaznamenal 106 bodů v základní sezóně a 21 bodů v play-off. V následující sezóně pak jako 16. hráč překonal hranici tisíce bodů v NHL.
Kariéru ukončil v roce 1986, s 1326 body tehdy jako šestý nejproduktivnější hráč historie. V roce 1990 byl uveden do Hokejové síně slávy a jeho číslo dresu 11 bylo v Buffalu vyřazeno. Byl tak jediným hráčem v historii týmu, který s číslem 11 hrával. Po ukončení aktivní kariéry působil jako trenér juniorských týmů.

### Reprezentační kariéra
Do týmu Kanady byl nominován poprvé v roce 1972 do série utkání proti Sovětskému svazu známé jako Série století. Zaznamenal dva body. V letech 1976 a 1981 reprezentoval na Kanadském poháru. Při první účasti s týmem zvítězil. Na obou turnajích se zařadil do první desítky kanadského bodování a v roce 1981 byl nominován do All-star týmu turnaje.

## Úspěchy a ocenění
Týmové
- vítěz Kanadského poháru 1976 – s Kanadou, druhé místo v roce 1981

Individuální
- držitel Calder Memorial Trophy – 1971
- držitel Lady Byng Memorial Trophy – 1973
- člen druhého All-Star týmu NHL v letech 1976 a 1977
- devítinásobný účastník NHL All-Star Game
- člen Hokejové síně slávy od roku 1990
- v roce 1998 byl hokejovým týdeníkem The Hockey News vybrán do stovky nejlepších hráčů historie jako číslo 47

## Rekordy
Klubové rekordy Buffalo Sabres
- nejvíce odehraných utkání – 1191
- nejvíce gólů v dresu Buffala – 512
- nejvíce asistencí v dresu Buffala – 814
- nejvíce kanadských bodů – 1326

## Prvenství
- Debut v NHL – 10. října 1970 (Pittsburgh Penguins proti Buffalo Sabres)
- První gól v NHL – 10. října 1970 (Pittsburgh Penguins proti Buffalo Sabres, kanadskému brankáři Les Binkley)
- První asistence v NHL – 18. října 1970 (Buffalo Sabres proti Pittsburgh Penguins)
- První hattrick v NHL – 29. ledna 1971 (California Golden Seals proti Buffalo Sabres)

## Klubové statistiky
| Sezóna     | Klub                      | Soutěž     |      | Základní část | Základní část | Základní část | Základní část | Základní část |    | Play off | Play off | Play off | Play off | Play off |
| Sezóna     | Klub                      | Soutěž     | Z    | G             | A             | B             | TM            | Z             | G  | A        | B        | TM       |          |          |
| 1967–68    | Montreal Junior Canadiens | OHA        | 47   | 15            | 34            | 49            | 10            | 11            | 8  | 9        | 17       | 5        |          |          |
| 1968–69    | Montreal Junior Canadiens | OHA        | 54   | 37            | 60            | 97            | 29            | 14            | 5  | 10       | 15       | 10       |          |          |
| 1969–70    | Montreal Junior Canadiens | OHA        | 54   | 51            | 71            | 121           | 26            | 16            | 17 | 21       | 38       | 4        |          |          |
| 1970–71    | Buffalo Sabres            | NHL        | 78   | 38            | 34            | 72            | 19            | —             | —  | —        | —        | —        |          |          |
| 1971–72    | Buffalo Sabres            | NHL        | 76   | 26            | 48            | 74            | 24            | —             | —  | —        | —        | —        |          |          |
| 1972–73    | Buffalo Sabres            | NHL        | 78   | 28            | 60            | 88            | 10            | 6             | 3  | 7        | 10       | 2        |          |          |
| 1973–74    | Buffalo Sabres            | NHL        | 55   | 18            | 33            | 51            | 10            | —             | —  | —        | —        | —        |          |          |
| 1974–75    | Buffalo Sabres            | NHL        | 68   | 37            | 59            | 96            | 36            | 17            | 6  | 9        | 15       | 10       |          |          |
| 1975–76    | Buffalo Sabres            | NHL        | 80   | 44            | 69            | 113           | 36            | 9             | 4  | 4        | 8        | 4        |          |          |
| 1976–77    | Buffalo Sabres            | NHL        | 80   | 39            | 56            | 95            | 30            | 6             | 1  | 8        | 9        | 4        |          |          |
| 1977–78    | Buffalo Sabres            | NHL        | 79   | 41            | 48            | 89            | 20            | 8             | 3  | 2        | 5        | 0        |          |          |
| 1978–79    | Buffalo Sabres            | NHL        | 79   | 27            | 58            | 85            | 20            | 3             | 1  | 0        | 1        | 2        |          |          |
| 1979–80    | Buffalo Sabres            | NHL        | 80   | 40            | 66            | 106           | 57            | 14            | 10 | 11       | 21       | 8        |          |          |
| 1980–81    | Buffalo Sabres            | NHL        | 56   | 20            | 39            | 59            | 56            | 8             | 2  | 10       | 12       | 2        |          |          |
| 1981–82    | Buffalo Sabres            | NHL        | 62   | 31            | 42            | 73            | 40            | 4             | 0  | 7        | 7        | 0        |          |          |
| 1982–83    | Buffalo Sabres            | NHL        | 77   | 30            | 46            | 76            | 34            | 10            | 0  | 7        | 7        | 8        |          |          |
| 1983–84    | Buffalo Sabres            | NHL        | 73   | 31            | 59            | 90            | 32            | —             | —  | —        | —        | —        |          |          |
| 1984–85    | Buffalo Sabres            | NHL        | 78   | 30            | 53            | 83            | 42            | 5             | 3  | 5        | 8        | 4        |          |          |
| 1985–86    | Buffalo Sabres            | NHL        | 72   | 21            | 39            | 60            | 28            | —             | —  | —        | —        | —        |          |          |
| 1986–87    | Buffalo Sabres            | NHL        | 20   | 9             | 7             | 16            | 6             | —             | —  | —        | —        | —        |          |          |
| OHA celkem | OHA celkem                | OHA celkem | 155  | 103           | 165           | 268           | 65            | 41            | 30 | 40       | 70       | 19       |          |          |
| NHL celkem | NHL celkem                | NHL celkem | 1191 | 512           | 814           | 1326          | 500           | 90            | 33 | 70       | 103      | 44       |          |          |

## Reprezentace
| Rok                       | Tým                       | Soutěž                    | Z  | G | A  | B  | TM |
| ------------------------- | ------------------------- | ------------------------- | -- | - | -- | -- | -- |
| 1976                      | Kanada                    | KP                        | 7  | 4 | 4  | 8  | 2  |
| 1981                      | Kanada                    | KP                        | 4  | 3 | 6  | 9  | 2  |
| Seniorská kariéra celkově | Seniorská kariéra celkově | Seniorská kariéra celkově | 11 | 7 | 10 | 17 | 4  |